# Katherine Escobar Farfán
Katherine Escobar Farfán (Santa Rosa De Cabal , Risaralda, Colombia, 7 de febrero de 1995), o simplemente Katherine Escobar, es una actriz colombiana, conocida principalmente por su papel protagónico de Cecilia Briceño "La Chiqui" en la telenovela Los Briceño. También ha participado en series como Francisco el Matemático: Clase 2017 y La gloria de Lucho.

## Biografía
Katherine Escobar comenzó su formación actoral en Artes Escénicas en la Casa del Teatro Nacional. Su trayectoria en la pequeña pantalla tuvo comienzo en el año 2013, con su participación en la serie colombiana Mentiras Perfectas. Varios años después, la actriz pereirana logró un mayor reconocimiento nacional interpretando a Mariana Rivera en la serie Francisco el Matemático: Clase 2017, papel con el que obtuvo una nominación a los Premios TVyNovelas. En el año 2019 protagonizó la serie Los Briceño, lanzada a nivel internacional por la plataforma de streaming Netflix, dando vida a Cecilia Briceño "La Chiqui",logró un impacto más allá de la televisión colombiana. 
Su experiencia no se limita solo a la televisión, también formó parte, en el año 2015, del elenco de la obra de teatro Pecados del Paraíso, La cual fue representada en la capital Colombiana, en el Teatro Bernardo Romero Lozano, además de haber participado en producciones de cine como Perros.

## Filmografía

### Televisión
| Año       | Título                              | Personaje                                                              | Rol                            | Canal              |
| --------- | ----------------------------------- | ---------------------------------------------------------------------- | ------------------------------ | ------------------ |
| 2022      | A grito herido                      | Tata Cifuentes                                                         | Reparto; Serie tv              | Amazon Prime Video |
| 2021      | Siempre fui yo                      | Mercedes Cepeda                                                        | Reparto; Serie tv              | Disney +           |
| 2020      | El Adversario                       | Lizeth                                                                 | Reparto; Serie tv              | Canal Capital      |
| 2019      | Los Briceño                         | Cecilia Araminta de los Ángeles Briceño Calvache "La Chiqui", "Chechi" | Protagonista; Telenovela       | Netflix            |
| 2019      | La gloria de Lucho                  | Gloria Esperanza Vargas (joven)                                        | Protagonista; Telenovela       | Caracol Televisión |
| 2018      | La ley secreta                      | Paloma                                                                 | Reparto; Telenovela            | Netflix            |
| 2017      | Francisco el Matemático: Clase 2017 | Mariana Rivera Trujillo                                                | Antagonista; Telenovela        | Canal RCN          |
| 2016      | Sin senos si hay paraíso            | Alejandra                                                              | Reparto recurrente; Telenovela | Telemundo          |
| 2016      | Tu voz estéreo                      | Cristina                                                               | Reparto; Serie Web             | Caracol Televisión |
| 2013-2014 | Mentiras Perfectas                  | Carolina                                                               | Reparto; Serie Web             | Caracol Televisión |

### Cine
| Año  | Título            | Personaje    | Director          |
| ---- | ----------------- | ------------ | ----------------- |
| 2018 | Millennials       | Protagonista | Jose Luís Arzuaga |
| 2016 | Perros (película) | Melinda      | Harold Trompetero |

## Premios y nominaciones
Premios TVyNovelas (Colombia)
| Año  | Categoría                        | Trabajo                             | Resultado |
| ---- | -------------------------------- | ----------------------------------- | --------- |
| 2017 | Mejor Actriz Antagónica de Serie | Francisco el Matemático: Clase 2017 | Nominada  |